# 饶平客家人
饶平客家人是客家人的一个分支，生活广东省最东端，与福建省接壤的潮州市饶平县。因与潮汕人为邻，一部分风俗、语言受其影響。

## 分布
在广东的饶平客家人主要分布在饶平县北部山区的上饶镇、饶洋镇、新丰镇、建饶镇和中部山区的东山镇。根据1994年《饶平县志》記載，饶平客家人约有十七万多人，占全县人口19%。在台湾的饶平客家人大概有六十万，其中台湾饶平籍詹姓，就号称至少有三十万人，另外还有邓、刘、林、许、张、邱等大姓。

## 语言
在潮汕的饶平客家人讲饶平客家话，少数也会讲閩南語潮州话。在台湾的饶平客家人少數保留饒平腔客家話，其餘大多改講閩南話泉漳話與其它腔調之客家話。《渡臺悲歌》即是以饒平腔客家話寫成的史詩作品。

## 迁移
清朝初期，生活困难，纷纷冒险渡海，其中大部分移居台湾。雲林縣莿桐鄉有地名亦稱饒平。

## 祖训
宁卖祖宗田，不忘祖宗言。宁卖祖宗坑，不忘祖宗声。